# Kūmher
Kūmher är en ort i Indien.   Den ligger i distriktet Bharatpur och delstaten Rajasthan, i den norra delen av landet, 150 km söder om huvudstaden New Delhi. Kūmher ligger 181 meter över havet och antalet invånare är 21 903.
Terrängen runt Kūmher är mycket platt. Runt Kūmher är det tätbefolkat, med 659 invånare per kvadratkilometer. Närmaste större samhälle är Bharatpur, 16,1 km sydost om Kūmher. Trakten runt Kūmher består till största delen av jordbruksmark.